# Tête de cerf percée d'une flèche
La Tête de cerf percée d'une flèche est un dessin de l'artiste de la Renaissance allemande Albrecht Dürer réalisé vers 1504 (?).

## Description et technique
Le cerf décapité, au museau encore percé d'une flèche, est peint à l'aquarelle sur un papier vergé non préparé. Le contour de la tête, l'œil, le larmier et le pelage sont repris par des traits courts, serrés et précis, exécutés à la plume ou à l'aide d'un pinceau très fin. D'autres parties (ramures, encolure, flèche) ne sont pas repassées de cette manière et seul un léger lavis appliqué au pinceau est visible.

## Analyse
La juxtaposition sur une même feuille de deux manières, l'une très lâche et presque évanescente, l'autre nette et minutieuse, revient à maintes reprises dans les études animalières de Dürer ; on la retrouve aussi dans ses paysages où les premiers plans, souvent à peine ébauchés, contrastent avec l'architecture traitée avec application. La ramure du cerf « fautive et plate », qui avait incité l'historien de l'art Hans Tietze à rejeter l'attribution de ce dessin, pourrait donc tout au contraire constituer un argument supplémentaire en faveur de son authenticité. 
Au bout du museau, un repentir montre que les dimensions de la tête ont été légèrement raccourcies, pour atteindre finalement, d'un bout à l'autre, 36,5 cm. L'animal est donc représenté en taille réelle, ce qui renforce le caractère naturaliste du dessin, la zone de l'œil et celle du museau étant traitées dans un modelé particulièrement subtil et détaillé.
Les chairs découpées de l'animal ne sont pas représentées que de manière abstraite, par des aplats de couleurs orange et rouge, assez suggestifs, mais toujours pudiques. 

## Datation
Il est certain que Dürer a dessiné cet animal d'après un modèle, peut-être à l'issue d'une partie de chasse. Walter L. Strauss situe celle-ci dans le Tyrol, au retour d'un premier voyage supposé de l'artiste à Venise contestant ainsi la date de 1504 tracée, comme le monogramme à l'encre brune en haut à gauche de la feuille. Mais il se fonde, pour avancer cette datation, sur un relevé de filigrane fautif, une datation reprise par tradition, mais corrigée par François Fossier et Gisèle Lambert. Strauss identifiait un papier italien (couronne, croix et triangle) là où il fallait voir un papier allemand (haute couronne). L'usage de ce dernier, également repéré chez Jacopo de' Barbari, s'il ne permet pas de dater plus précisément le dessin, pourrait conforter l'hypothèse d'un travail sinon préparatoire, du moins contemporain de l'estampe Apollon et Diane, exécutée en 1504, où Dürer représente un cerf, ce qui confirmerait aussi la date apposée sur la feuille.